# Heinz Fibich

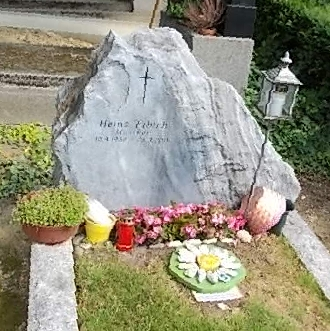
Grabstätte von Heinz Fibich

Heinz Fibich (* 10. April 1936 in Wien; † 25. März 2011 ebenda) war ein österreichischer Pianist, Trompeter und Komponist.
Er hatte ab dem sechsten Lebensjahr Violinunterricht, war drei Jahre bei den Wiener Sängerknaben, studierte Klavier an der Wiener Musikakademie und privat Trompete. Er spielte als Musiker mit nahezu allen bekannten Wiener Jazzern der späten 1950er Jahre, hatte Engagements als Trompeter in deutschen Orchestern, amerikanischen Clubs und bei Horst Winter. Fibich spielte ab 1962 mit eigenem Ensemble in führenden Hotels des In- und Auslandes (z. B. Hotel Imperial Wien) und auf Kreuzfahrtschiffen von Hapag-Lloyd Cruises und der Holland-Amerika Line. 
Ab 1978 war er als Alleinunterhalter (Pianist, Organist und Showmaster) tätig und hatte zahlreiche Auftritte im Rundfunk und Fernsehen. Er verfasste auch Hörspiele für den ORF und Vorträge über die Seefahrt. Zuletzt engagierte er sich für mehrere Jahre im Bezirksmuseum Innere Stadt in Wien I. Zudem trat er auch als Clown auf.
Fibich starb 2011 und wurde auf dem Dornbacher Friedhof (3-13) in Wien begraben.